# Джим Милисавльєвич
Джеймс „Джим“ Милисавльєвич (англ. James „Jim“ Milisavljevic; 15 квітня 1951, Австралія — 23 лютого 2022) — австралійський футболіст, воротар.

## Клубна кар'єра
Футбольну кар'єру розпочав 1968 року в СК «Кроатія». У 1974—1975 роках захищав кольори «Футскрей ЮЮСТ».

## Кар'єра в збірній
Дебютний виклик до складу національної збірної Австралії отримав 1974 року. У 1973 році Австралія вперше виборола путівку на чемпіонат світу (1974 року). На турнірі в ФРН не зіграв жодного з трьох матчів австралійців на груповому етапі (з НДР 0:2, ФРН 0:3 та з Чилі 0:0). Загалом у 1974 році провів 4 поєдинки в національній збірній.